# Лоран Ді Лорто
Лоран Ді Лорто (фр. Laurent Di Lorto, нар. 1 січня 1909, Мартіг — пом. 28 жовтня 1989, Монбельяр) — французький футболіст, що грав на позиції воротаря.
Виступав, зокрема, за клуби «Марсель» та «Сошо», а також національну збірну Франції.
Чемпіон Франції. Дворазовий володар Кубка Франції.

## Клубна кар'єра
У дорослому футболі дебютував 1932 року виступами за команду клубу «Марсель», в якій провів чотири сезони, взявши участь у 81 матчі чемпіонату. Більшість часу, проведеного у складі «Марселя», був основним голкіпером команди.
У 1936 році перейшов до клубу «Сошо», за який відіграв 4 сезони. За цей час виборов титул чемпіона Франції. Завершив професійну кар'єру футболіста виступами за команду «Сошо» у 1940 році.
Помер 28 жовтня 1989 року на 81-му році життя.

## Виступи за збірну
У 1936 році дебютував в офіційних матчах у складі національної збірної Франції. Протягом кар'єри у національній команді, яка тривала усього 3 роки, провів у формі головної команди країни 11 матчів.
У складі збірної був учасником чемпіонату світу 1938 року у Франції.

## Титули і досягнення
- Чемпіон Франції (1):

«Сошо»: 1937–38
- Володар Кубка Франції (2):

«Марсель»: 1934–35
«Сошо»: 1937–38

## Статистика
Статистика виступів в офіційних матчах:
| Сезон             | Команда           | Чемпіонат         | Чемпіонат | Чемпіонат | Кубок | Кубок | Збірна | Збірна |
| Сезон             | Команда           | Ліга              | Ігри      | Голи      | Ігри  | Голи  | Ігри   | Голи   |
| ----------------- | ----------------- | ----------------- | --------- | --------- | ----- | ----- | ------ | ------ |
| 1931/32           | «Олімпік»         | —                 | —         | —         | 2     | 0     | —      | —      |
| 1932/33           | «Олімпік»         | Д-1               | 5         | 0         | —     | —     | —      | —      |
| 1933/34           | «Олімпік»         | Д-1               | 24        | 0         | 9     | 0     | —      | —      |
| 1934/35           | «Олімпік»         | Д-1               | 26        | 0         | 6     | 0     | —      | —      |
| 1935/36           | «Олімпік»         | Д-1               | 26        | 0         | 4     | 0     | 2      | 0      |
| 1936/37           | «Сошо»            | Д-1               | 29        | 0         | 7     | 0     | 2      | 0      |
| 1937/38           | «Сошо»            | Д-1               | 25        | 0         | 1     | 0     | 7      | 0      |
| 1938/39           | «Сошо»            | Д-1               | 30        | 0         | 3     | 0     | —      | —      |
| 1939/40           | «Сошо»            | —                 | —         | —         | 1     | 0     | —      | —      |
| Усього за кар'єру | Усього за кар'єру | Усього за кар'єру | 165       | 0         | 33    | 0     | 11     | 0      |

Статистика виступів на чемпіонаті світу:
| 1/8 фіналу 5 червня 1938 |

| Франція                   | 3 — 1 | Бельгія      |
| ------------------------- | ----- | ------------ |
| Венант 1' Ніколя 11', 69' | Звіт  | Ісемборг 19' |

| «Олімпійський стадіон Ів дю Мануар» (Коломб) Глядачів: 30 454 |

Франція: Лоран Ді Лорто, Ектор Касенаве, Етьєн Маттле (), Жан Бастьєн, Огюст Жордан, Рауль Дьянь, Альфред Астон, Оскар Ессерер, Жан Ніколя, Едмон Дельфур, Еміль Венант. Тренер — Гастон Барро.
Бельгія: Арнольд Баджу, Робер Паверік, Корнель Сейс, Жан ван Альфен, Еміль Стейнен (), Альфонс Де Вінтер, Шарль Ванден Ваувер, Бернар Ворхоф, Анрі Ісемборг, Раймон Брен, Нан Буйле. Тренер — Джек Батлер.
| 1/4 фіналу 12 червня 1938 |

| Франція     | 1 — 3 | Італія                      |
| ----------- | ----- | --------------------------- |
| Ессерер 10' | Звіт  | Колауссі 10' Піола 52', 72' |

| «Олімпійський стадіон Ів дю Мануар» (Коломб) Глядачів: 58 455 |

Франція: Лоран Ді Лорто, Ектор Касенаве, Етьєн Маттле (), Жан Бастьєн, Огюст Жордан, Рауль Дьянь, Альфред Астон, Оскар Ессерер, Жан Ніколя, Едмон Дельфур, Еміль Венант. Тренер — Гастон Барро.
Італія: Альдо Олів'єрі, Альфредо Фоні, П'єтро Рава, П'єтро Серантоні, Мікеле Андреоло, Уго Локателлі, Амедео Б'яваті, Джузеппе Меацца (), Сільвіо Піола, Джованні Феррарі, Джино Колауссі. Тренер — Вітторіо Поццо.